# Conculus grossus
Espèce
Synonymes
- Pseudanapis grossa Forster, 1959

Conculus grossus est une espèce d'araignées aranéomorphes de la famille des Anapidae.

## Distribution
Cette espèce est endémique de Nouvelle-Guinée.

## Description
La carapace du mâle holotype mesure 1,09 mm de long sur 0,75 mm et l'abdomen 1,24 mm de long sur 0,84 mm.

## Publication originale
- Forster, 1959 : The spiders of the family Symphytognathidae. Transactions of the Royal Society of New Zealand, vol. 86, p. 269-329 (texte intégral).